# Дорожовская волость
Дорожо́вская волость — административно-территориальная единица в составе Брянского (с 1921 — Бежицкого) уезда.
Административный центр — село Дорожово.

## История
Дорожовская волость была образована 21 февраля 1918 года путём выделения из Любохонской волости.
В ходе укрупнения волостей, 13 марта 1922 года Дорожовская волость была упразднена, а её территория вновь присоединена к Любохонской волости.
Ныне почти вся территория бывшей Дорожовской волости входит в Брянский район Брянской области; небольшая часть отнесена к Дятьковскому району.

## Административное деление
В 1920 году в состав Дорожовской волости входили следующие сельсоветы: Васильевский, Глаженский, Годуновский, Домашовский, Дорожовский, Новониколаевский, Першинский, Сельцовский, Соколовский, Староумысличский, Толвинский.